# Йосіно Акіра
Акі́ра Йосі́но (яп. 吉野 彰, «Yoshino Akira»; нар. 30 січня 1948, Осака, Японія) — японський хімік, винахідник літій-іонного акумулятора. Лауреат Нобелівської премії з хімії за 2019 рік.

## Біографія
1972 року закінчив Кіотський університет. Протягом 1972—1994 років та з 2003 року працює в Asahi Kasei. 1985 року виготовив прототип літій-іонного акумулятора і запатентував його. У 1994—2003 роках працював в A&T Battery Corp.
2005 року захистив дисертацію доктора філософії в Осакському університеті.

## Нагороди
- 2004 — Медаль Пошани з пурпуровою стрічкою
- 2011 — премія Теїті Ямадзаки[en]
- 2011 — C&C Prize
- 2012 — Медаль IEEE за екологічні і безпечні технології[en]
- 2013 — Глобальна енергія
- 2014 — Премія Чарльза Старка Дрейпера
- 2018 — Премія Японії
- 2019 — European Inventor Award
- 2019 — Нобелівська премія з хімії